# El cambrer
El cambrer (Le Garçon d'étage) és un oli sobre tela de 87 × 66 cm realitzat per Chaïm Soutine vers l'any 1927 i dipositat al Museu de l'Orangerie de París.

## Context històric i artístic
La vida de Soutine va canviar radicalment arran de la compra d'una part de la seua producció pel doctor Barnes l'any 1923. Després d'haver conegut la misèria, accedia a una vida benestant que li permetria de freqüentar els grans hotels i les estacions termals. A Chasteuguidon (Puèi Domat), on, entre 1926 i 1928, anava a fer cures amb els seus amics i mecenes Marcellin i Madeleine Castaing, Soutine tingué ocasió d'observar els empleats i de realitzar les sèries, prou conegudes, de Grums i de Cuiners. Una mena de fraternitat sembla unir Soutine a aquests criats menyspreats, víctimes d'un rebuig que ell també havia patit. A través d'aquests tipus, com el del Cambrer, representa la immensa gernació d'aquests oprimits i fou també en aquest any, 1927, en què la seua obsessió pel color vermell arriba a la seua màxima intensitat.

## Descripció
El personatge del quadre apareix amb les mans als malucs i els braços en gerres en un posat una mica agressiu. La seua cara (com sovint passa amb els retrats de Soutine) és poc atractiu i groller amb el seu enorme front i la barbeta estreta. Les orelles són de color vermell i deformes. La pigmentació de la pell, amb reflexos vermells, es fa ressò de l'armilla vermella. El seu pit es veu limitat pel seu uniforme ajustat, mentre que les espatlles són asimètriques i les mans deformes.
En paraules de Maïthé Vallès-Bled: 
| « | "Retrata els éssers a grans trets més enllà de la seua aparença per arribar a la seua veritat profunda. Ací disloca completament el personatge, enfonsant-li el cap dins d'un coll de camisa massa alt, entaforant-lo dins d'una armilla escarransida. Fins i tot la cara queda en gran part buida: els ulls, el nas i la boca estan apinyats en un migrat perímetre, del qual sorgeixen un front immens i unes orelles que sobresurten àmpliament. Una expressió indefinible emana d'aquest rostre, entatxonat dins d'un espai nu." | » |